# بيرت كرين
بيرت كرين هو فلاح وسياسي أسترالي، ولد في 27 يناير 1923 في غالي في سريلانكا، وتوفي في 16 أغسطس 2003 في Maylands, Western Australia ‏ في أستراليا. نشط حزبياً في Western Australian National Party ‏. وقد انتخب عضو الجمعية التشريعية لأستراليا الغربية ‏.